# Borolia alticola
Borolia alticola là một loài bướm đêm trong họ Noctuidae.